# John Parkhurst

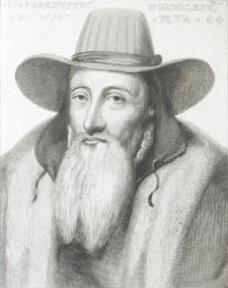
John Parkhurst

John Parkhurst (* 1512 in Guildford/Surrey; † 2. Februar 1575 in Norwich/Norfolk) war Bischof von Norwich (1560–1675).

## Leben
Seine Ausbildung erfuhr er an der Magdalen College School und am Merton College in Oxford. Der spätere Bischof von Salisbury John Jewel war während Parkhursts Funktion als Fellow am Merton College sein Schüler. Während und nach eines Aufenthaltes in Zürich um 1550 pflegte er eine freundschaftliche Beziehung zu Josias Simler und Heinrich Bullinger. Sein Nachfolger im Amt war Edmond Freak.